# 松村澪
松村 澪（まつむら みお、1996年5月25日 - ）は、日本のフリーアナウンサー。三桂所属。

## 略歴
東京都出身。幼稚園からサッカーを始め、2003年に練馬小SCに入団。2007年には東京トレセンU-12に選出される。2009年にスフィーダ世田谷FCの下部組織に入団。2015年に成城大学に入学、サッカー部に入部する。4年の時には背番号8番を付け主将として活躍。ポジションはMF。

## 人物
身長は158cm、血液型はB型。
趣味は、サッカー観戦、御朱印集め、マラソン、音楽・ライブ鑑賞、料理を挙げている。
B'zのファンである。
2022年4月21日、大宮アルディージャ所属の中野誠也と結婚したことを発表した。

## 出演番組

### テレビ

#### 過去
- Ole! アルディージャ（2019年6月 - 2021年12月、テレビ埼玉） - MC

### 映画
- ありきたりな言葉じゃなくて（2024年12月20日） - ワイドショーのキャスター 役[3]